# Trådbuss

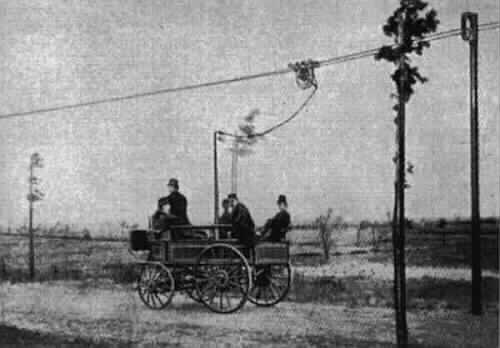
En elektromote, en föregångare till trådbussen, i Berlin 1882.

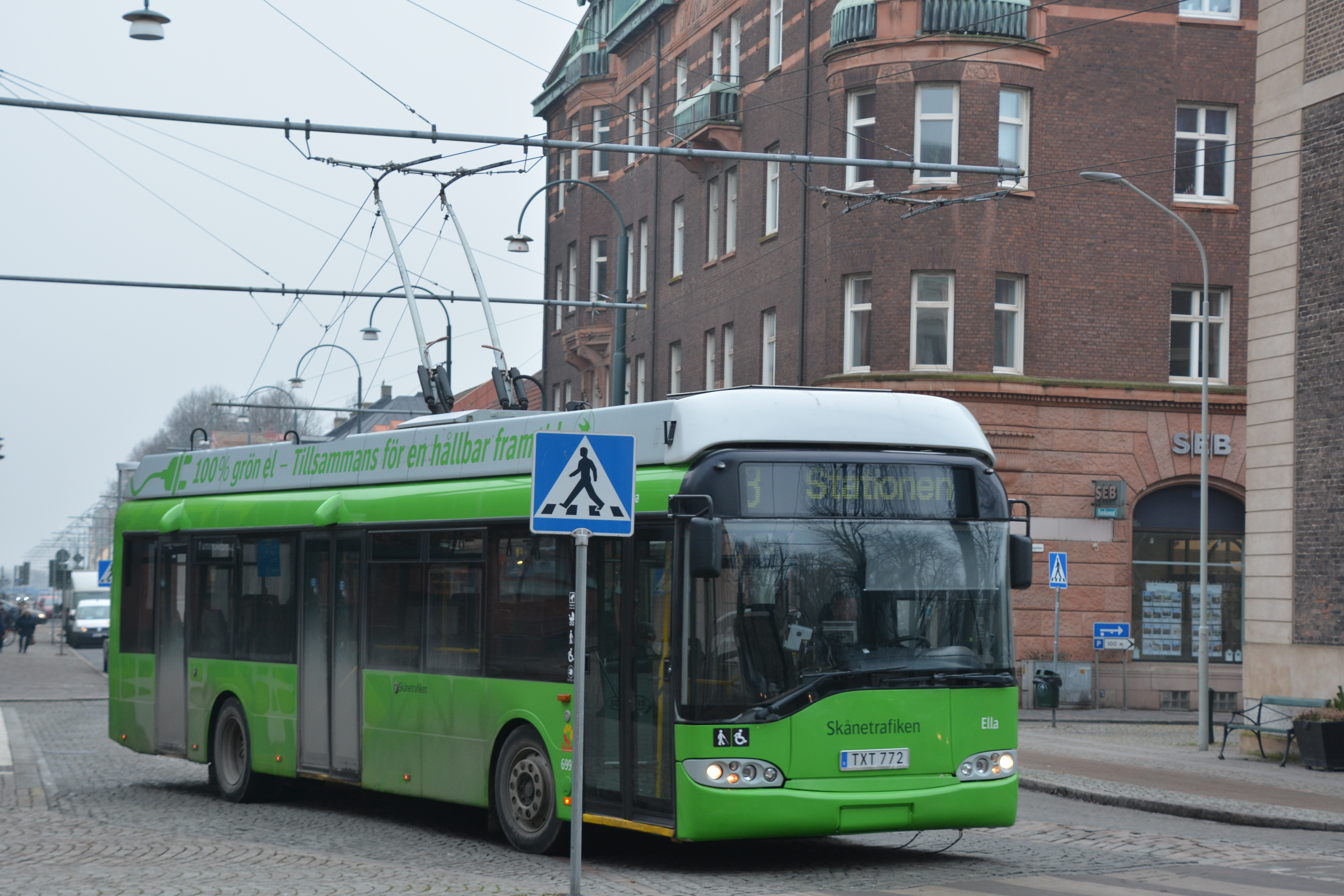
Trådbuss i Landskrona

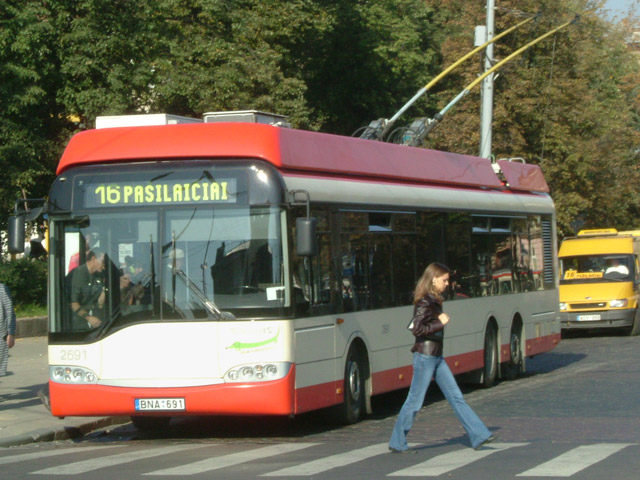
En modern polsktillverkad trådbuss på en gata i Vilnius.

En trådbuss är en buss som drivs med en elmotor, som matas med elektricitet från två parallella luftledningar till vilka bussens båda strömavtagare är anslutna. Trådbussar används huvudsakligen i stadstrafik. En trådbuss är betydligt mer energieffektiv än till exempel en dieselbuss eller gasdriven buss tack vare elmotorns mycket höga verkningsgrad. En trådbuss kan även vara utrustad med ett hjälpbatteri för att klara kortare transporter vid till exempel strömavbrott eller vägarbete.

## Funktion och karakteristika
De flesta trådbussar drivs endast av elektrisk energi. En så kallad "duobuss" är en trådbuss som dessutom har en förbränningsmotor, som kan driva bussen då kontaktledning saknas. Förbränningsmotorn driver då antingen genom en växellåda (dieselmekanisk drift), eller genom en generator som matar ström till elmotorn (dieselelektrisk drift). På platser där flera trådbuss- och spårvagnslinjer korsas kan duobussar användas för att minska komplexiteten i ledningsdragningen. 
Trådbussar och duobussar kan även vara utförda som ledbussar eller som dubbeldäckare.
Fördelen med trådbuss jämfört med spårvagnen är att kostnaden för att anlägga banan är lägre, och att framkomligheten i gatutrafiken är något bättre. På linjer med högre belastning blir driftkostnaden i allmänhet större än för en spårväg. Verkningsgraden för en elmotor är i det närmaste 100 %, vilket gör att trådbussen använder energin mycket mer effektivt än en buss med förbränningsmotor.  
Nackdelar med trådbuss jämfört med andra bussar är att de inte lika enkelt kan omledas till andra gator vid vägarbeten m.m. Särskilt i större korsningar där flera olika elledningar korsar varandra finns också risken att strömavtagarna hoppar av ledningen (kan också hända vid vägskador som får bussen att hoppa till). Detta är oftast lätt att återställa, men kan tillfälligt stoppa upp trafiken.  
Det är vanligt att en trådbuss även kan framdrivas kortare sträckor med batteri, exempelvis vid tillfälliga omläggningar eller vid rangering i vagnhall. Den senaste typen av bussar som har levererats till bland annat Rom kan dock gå längre sträckor (flera km) på batteri. Skiftet batteri/nät sker automatiskt på cirka tio sekunder. Det innebär att man inte behöver ha trådar monterade utefter hela linjen. Jämfört med en förbränningsmotorbuss är en trådbuss betydligt mer energieffektiv, har tystare gång, längre livslängd, har inga bränsletankar samt släpper inte ut några avgaser.

## Trådbussar runt om i världen
Trådbussar finns bland annat vad gäller Europa i Arnhem, Aten, Belgrad, Bergen, Budapest, Bukarest, Genève, Kaunas, Lyon, Moskva, Sankt Petersburg, Plzeň, Riga, Rimini, Sarajevo, Salzburg, Tallinn, Gdynia och Vilnius. Utanför Europa finns trådbussar i San Francisco och Philadelphia. I Wellington på Nya Zeeland fanns fram till 2018 flera trådbusslinjer. I åtta städer i Sydamerika, i 18 städer i Kina samt i 21 städer i asiatiska delen av Ryssland finns trådbusstrafik. 
Trådbussystem är vanliga i Central- och Östeuropa, men ovanliga i Västeuropa. Landskrona är den enda ort i Sverige som har trådbusstrafik. Schweiz och Italien har flest trådbussystem i Västeuropa (15 var). Rom fick ett nytt modernt system 2005. År 2000 fanns i Västeuropa 48 trådbussystem mot 64 i Östeuropa.
Sammanlagt fanns samma år 368 system totalt i världen. Världens längsta trådbusslinje är över 80 kilometer och går mellan Simferopol och Jalta på Krim.

## Trådbuss i Sverige
I slutet av 1920-talet producerade Asea sin andra serie batteridrivna ellastvagnar. Under 1930-talet gjordes utlandsstudier av trådbussar, hos Leyland Motors. Den 5 november 1938 levererades ett provchassi till Aseas provbana i Västerås. Resultatet blev att några svenska industrier gick samman för en serieproduktion av trådbussar. Chassiets konstruktionsritningar gjordes Motala Verkstads bussavdelning, som även stod för tillverkningen, alltså kompletta chassier. Karosserier och strömavtagare monterades i Örnsköldsvik hos Hägglund & Söner. Med början i februari 1940 levererades den första generationen trådbussar, 83 enheter, med en takt av cirka 5 stycken i månaden. Den första leveransen gick till Göteborgs Spårvägar med 6 stycken högerstyrda av modell "TG", som hade en motor med 85 kilowatts effekt. I Stockholm fanns även trådbussar av italiensk tillverkning. 

### Göteborg
Huvudartikel: Trådbuss i Göteborg
Göteborg var först i Sverige med trådbusstrafik, 1940-1964. Första linjen startade mellan Järntorget och Jægerdorffsplatsen i Majorna den 2 oktober 1940, med linjebeteckning M (bussarna fick linjenummer först 1946). Året därefter förlängdes linjen till Lilla Torget och en ny linjesträcka öppnades till August Kobbsgatan, trafikerad av linje F (senare linje 36). Nätet utvidgades 1954 med en förgrening i Kabelgatan till Gråberget. Trådbussdriften inställdes 1964 på grund av den omfattande saneringen och stadsplaneändringarna i Masthugget.

### Stockholm och Stockholm-Kvarnholmen
Huvudartikel: Trådbuss i Stockholm

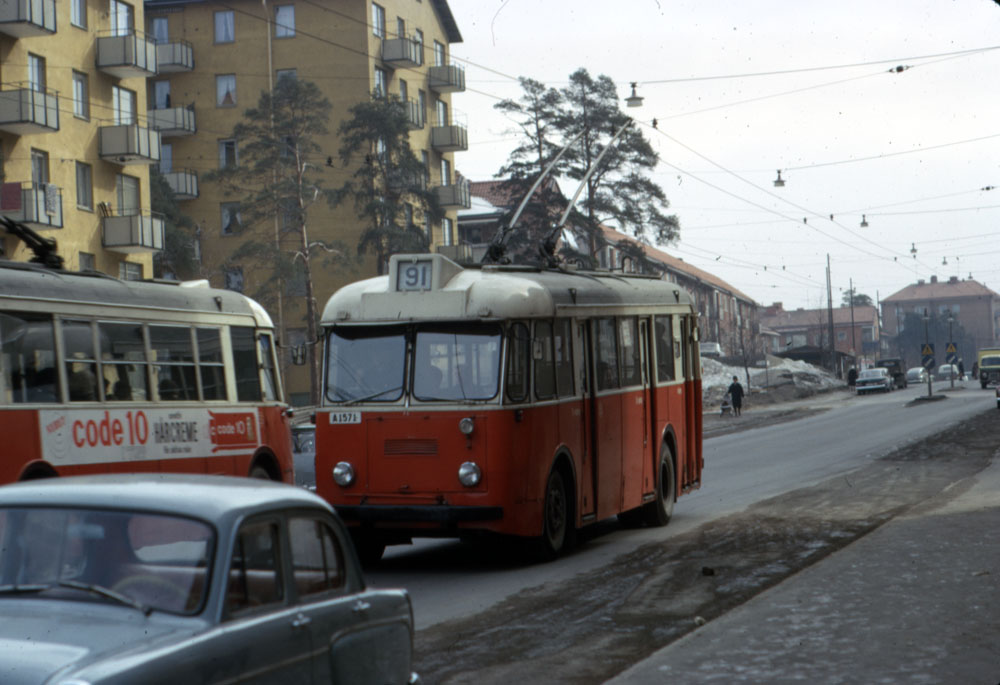
Trådbussar på linje 91 på Årstavägen i Stockholm, april 1963.

Det fanns trådbussar i Stockholm mellan 1941 och 1964. 1948 skedde en allvarlig olycka med AB Stockholms Spårvägars (SS) buss 96 på väg ut mot Stora Essingen. En problemfylld trådbuss var F4, en ledbuss från Alfa Romeo, som i början av 1950-talet gick som SS-buss 98 i bland annat Gröndal.
Förutom trådbussarna i Stockholm och Göteborg fanns en linje mellan KF:s bageri på Kvarnholmen i Nacka till Södra station i Stockholm. KF körde också trådlastbilar med varor på Kvarnholmslinjen.

### Landskrona
Huvudartikel: Landskronas stadsbusstrafik
År 2003 sattes på nytt trådbussar i trafik i Sverige, denna gång i Landskrona på uppdrag av Skånetrafiken. Bakgrunden var att när Västkustbanan fick en ny sträckning skapades en direktförbindelse mellan Malmö och Helsingborg via Landskrona. Därmed kom järnvägsstationen att flyttas tre kilometer från den gamla stationen i centrala staden (vilken enbart hade förbindelse söderut mot Malmö). En busslinje blev därför nödvändig mellan den nya stationen och centrum. Den nya stationspendeln skulle vara modern, miljövänlig och ha hög turtäthet. Tekniska verken i Landskrona kommun undersökte olika fordonsalternativ för linjen och valde mellan spårvagn, batteribuss, hybridbuss, magnetbana, eller vanlig buss. Till sist beslutade man sig för att använda trådbussar, dels för att de ansågs mest miljövänliga, men kanske framförallt för att trådbuss skulle göra kopplingen till tågen tydligare och skapa ett intresse för linjen. Bussarna ägdes i flera år av Landskrona kommun, men numera av Skånetrafiken och de körs av bussbolaget Nobina. Idag är fem trådbussar i drift på linje 3.

## Bildgalleri

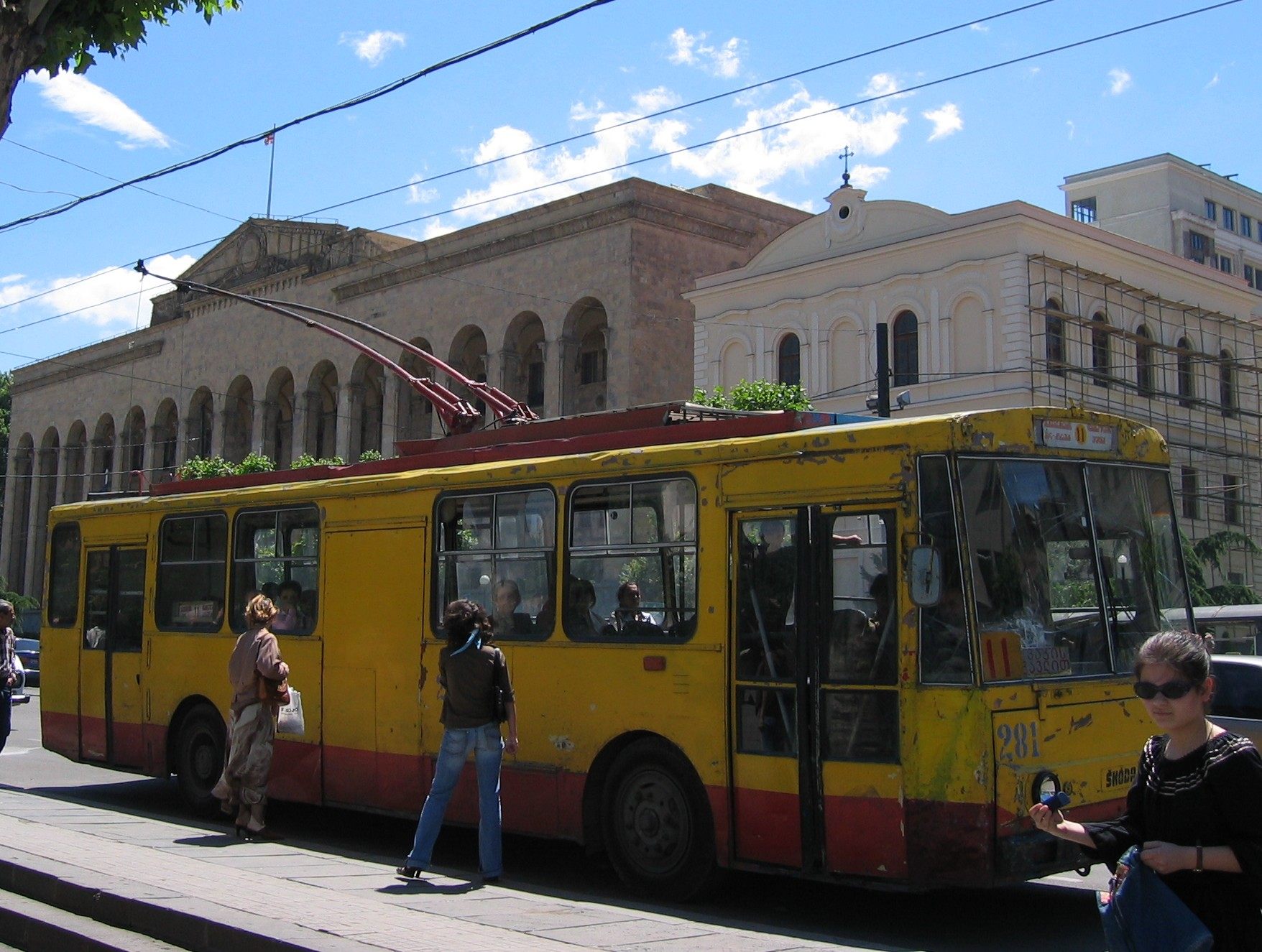
En äldre trådbuss i trafik i Georgiens huvudstad Tbilisi.
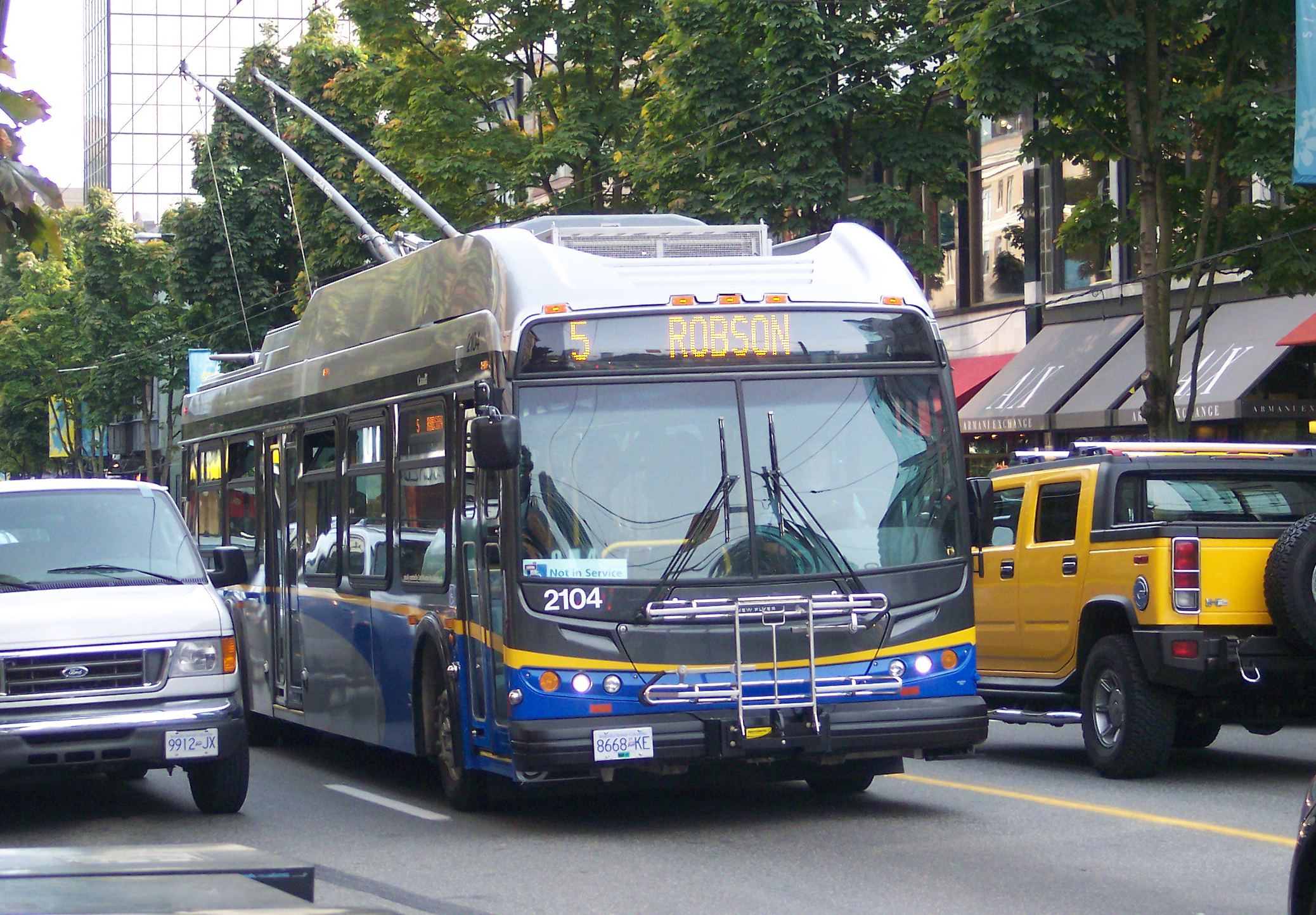
En nyare trådbuss i Vancouver, British Columbia, Kanada.
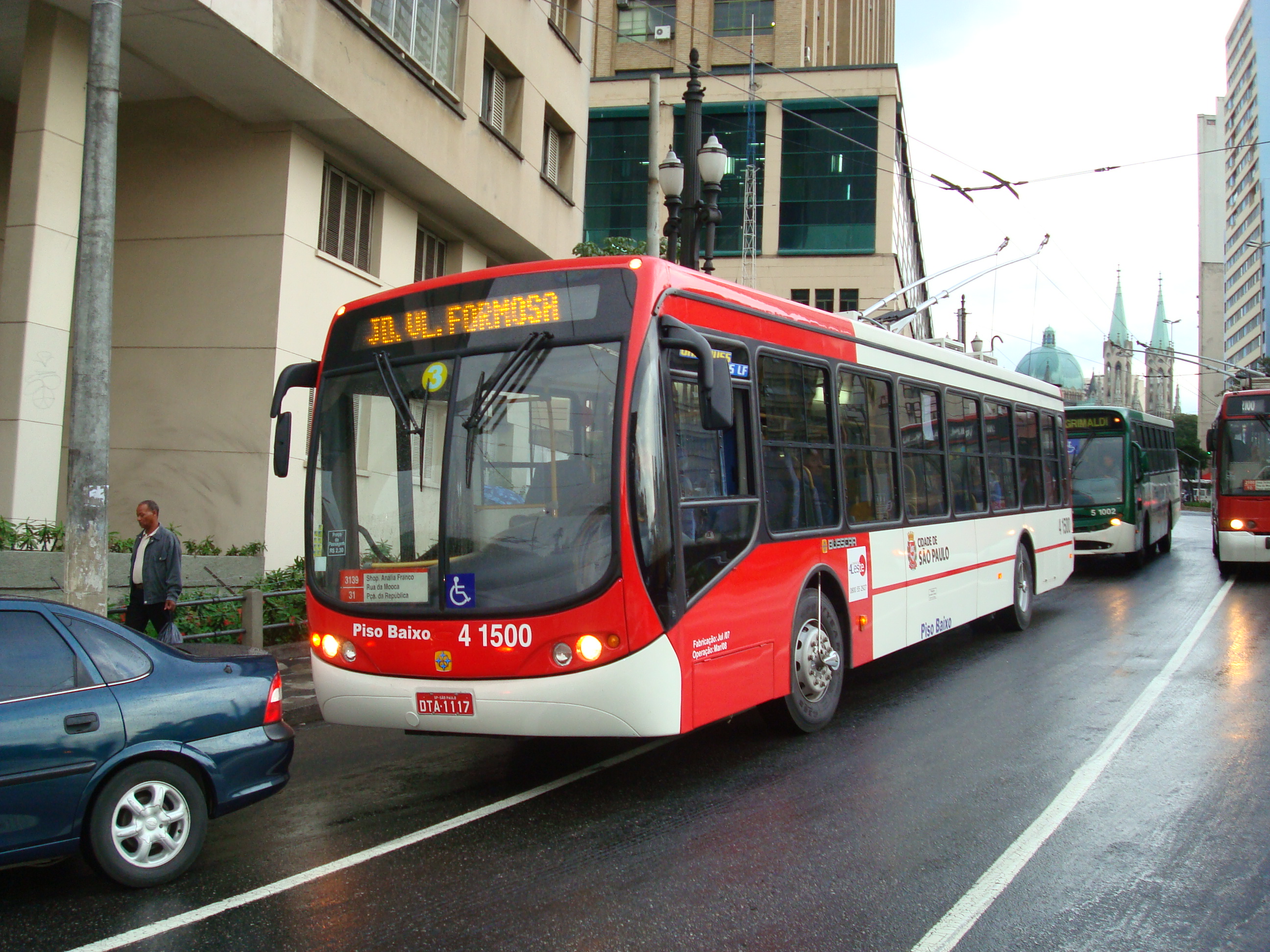
Trådbussar med låggolv i São Paulo, Brasilien.
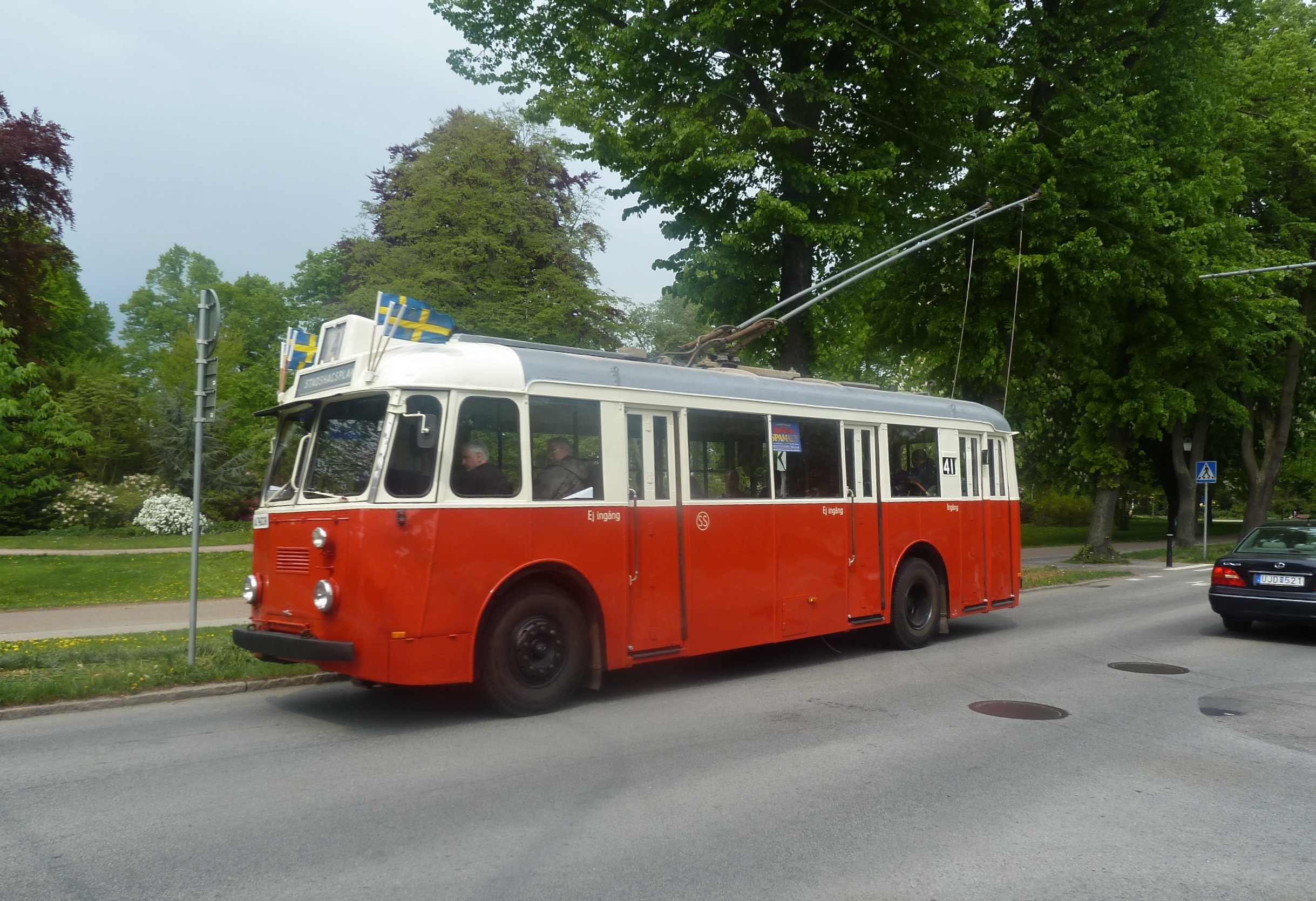
Restaurerad Scania-Vabis trådbuss, som tidigare rullat i Stockholm, fotograferad i Landskrona 2011.
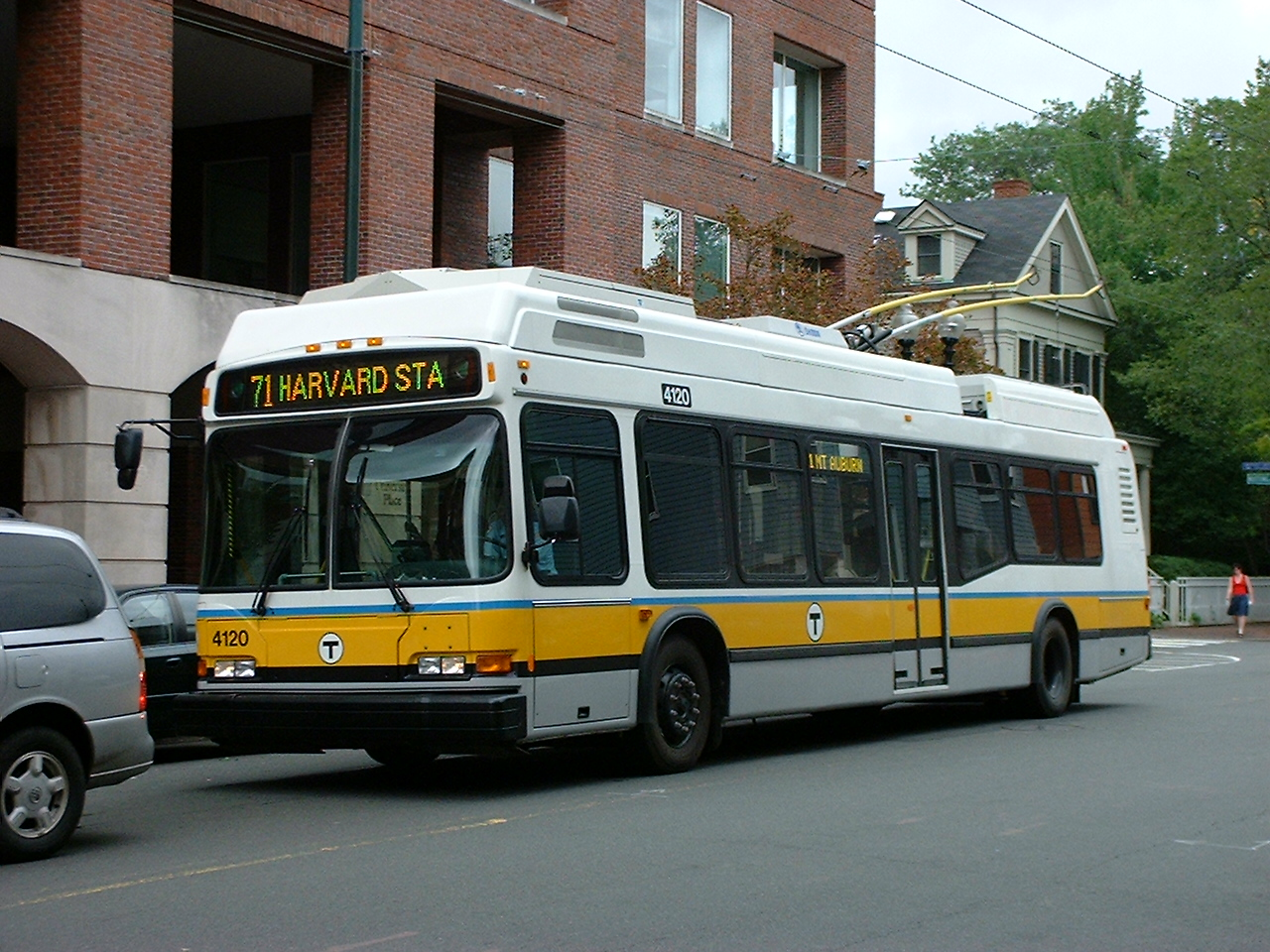
Trådbuss med dörrar på båda sidor i Cambridge, Massachusetts, USA.
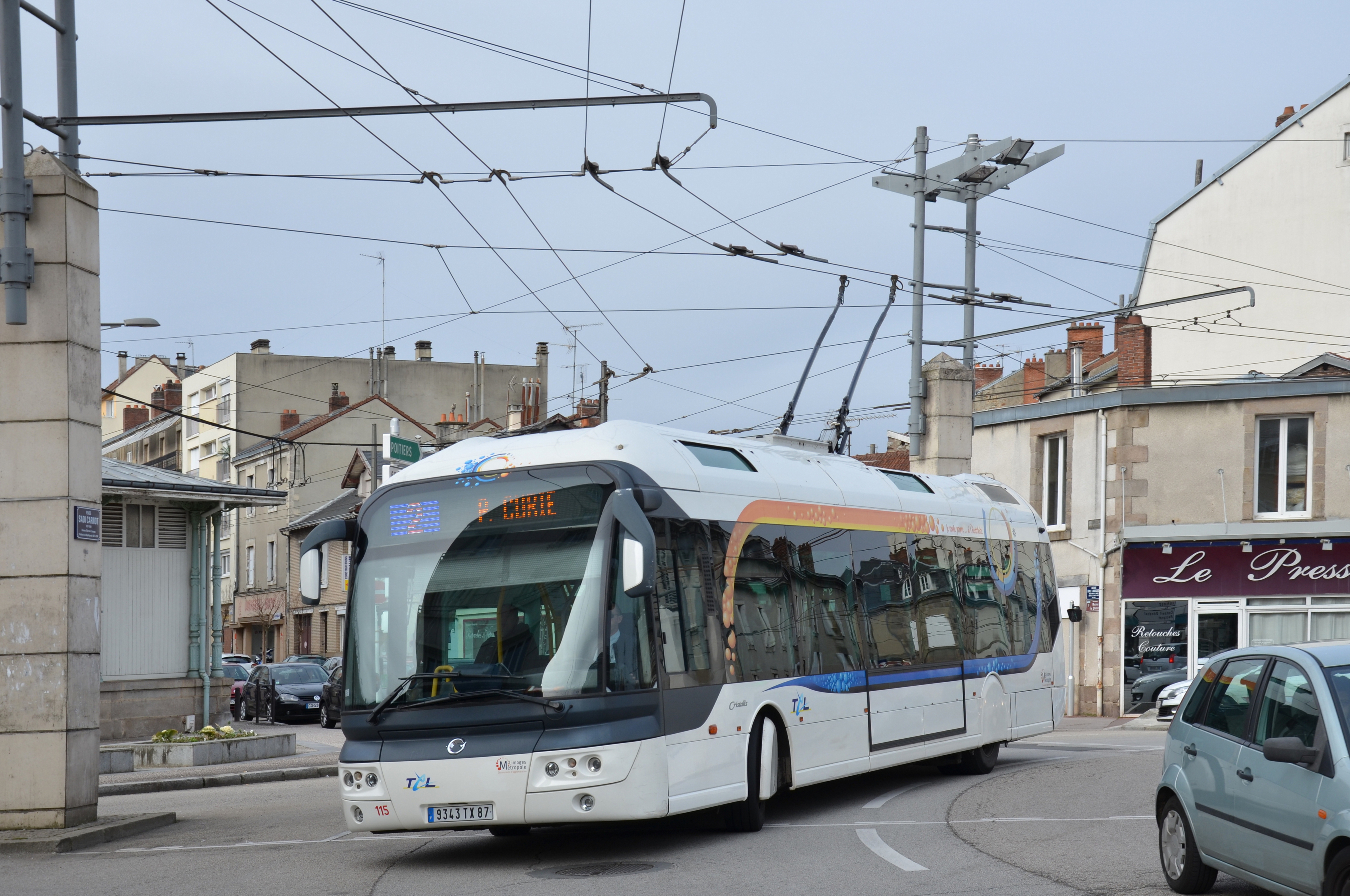
Trådbuss av fabrikat Irisbus i Limoges, Frankrike.
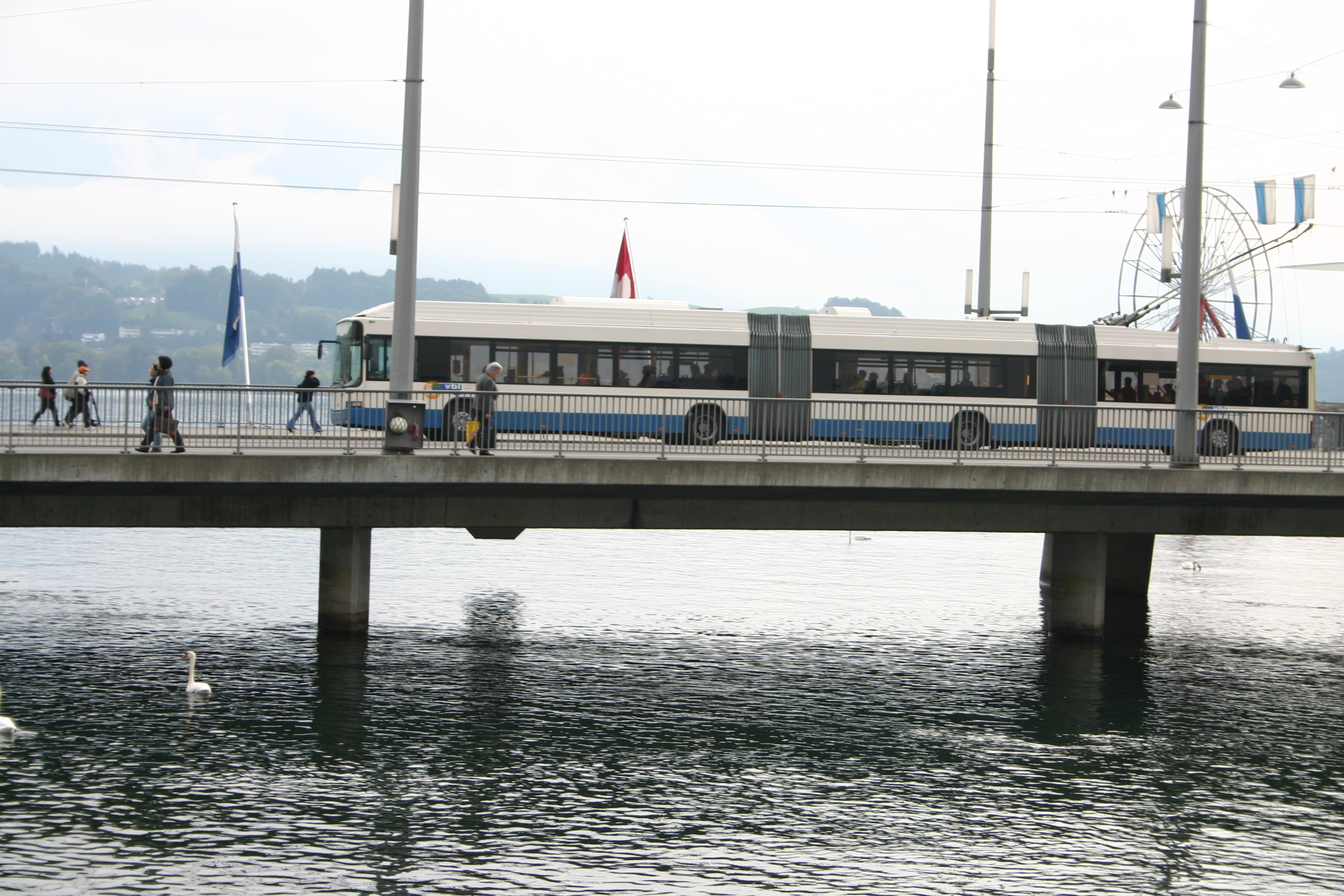
Dubbel trådledbuss i Luzern, Schweiz.
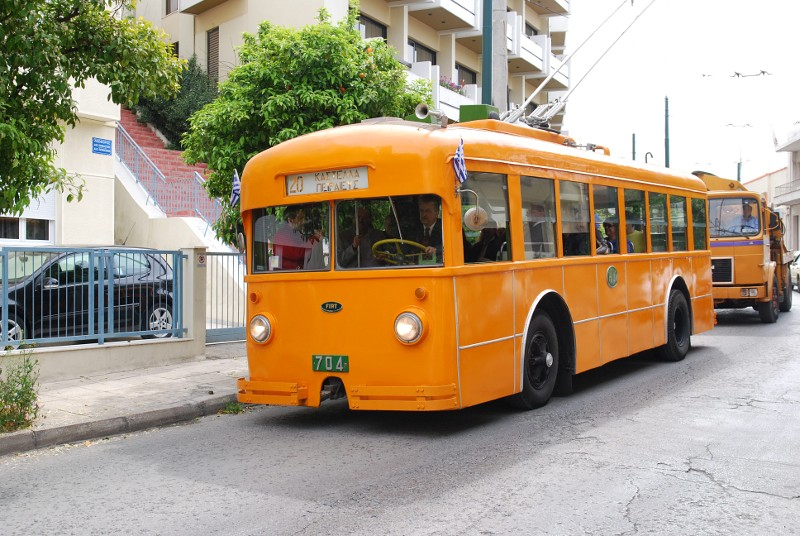
En äldre trådbuss (Fiat 656F på Piraeus-Kastella-linjen) i Aten, Grekland.